# La tata e il professore
La tata e il professore (in inglese Nanny and the Professor) è una serie televisiva statunitense in 54 episodi trasmessi per la prima volta nel corso di 3 stagioni dal 1970 al 1971.
È una sitcom incentrata sulle vicende di Phoebe Figalilly che viene assunta come governante dal professore vedovo Harold Everett affinché accudisca i suoi tre figli, Hal, Butch e Prudence.

## Personaggi e interpreti
- Phoebe Figalilly, la tata (54 episodi, 1970-1971), interpretata da Juliet Mills.
- Professor Harold Everett (54 episodi, 1970-1971), interpretato da Richard Long.
- Hal (54 episodi, 1970-1971), interpretato da David Doremus.
- Butch (54 episodi, 1970-1971), interpretato da Trent Lehman.
- Prudence (54 episodi, 1970-1971), interpretato da Kim Richards.
- Mrs. Fowler (12 episodi, 1970-1971), interpretata da Patsy Garrett.
- Francine Fowler (11 episodi, 1970-1971), interpretata da Eileen Baral.
- Miles Taylor (5 episodi, 1970-1971), interpretato da Roger Perry.
- Mr. Thatcher (4 episodi, 1970-1971), interpretato da Don Beddoe.

### Guest star
Tra le guest star: Don Beddoe, Lauren Gilbert, William Bakewell, Judson Pratt, Michael Barbera, Joanna Barnes, Jodie Foster, Lola Cannon, Charles Lane, Art Metrano, Hal Buckley, Felton Perry, Melissa Newman, Bob Moloney, Henry Jones, Ellen Corby, Dick Whittington, Ron Masak, Lee Meriwether, Kerry MacLane, Roger Bowen, Jack Kruschen, Eric Shea, Leif Garrett, Charles Nelson Reilly.

## Produzione
La serie, ideata da AJ Carothers e Thomas L. Miller, fu prodotta da 20th Century Fox Television e girata negli studios della 20th Century Fox a Century City in California. Le musiche furono composte da George Greeley e Carl Brandt.

### Registi
Tra i registi sono accreditati:
- Gary Nelson in 10 episodi (1970-1971)
- Richard Kinon in 9 episodi (1970-1971)
- Bruce Bilson in 8 episodi (1970-1971)
- Ralph Senensky in 6 episodi (1970-1971)
- Norman Abbott in 3 episodi (1970-1971)
- David Alexander in 3 episodi (1970-1971)
- Russ Mayberry in 3 episodi (1970-1971)
- Jay Sandrich in 3 episodi (1970)
- Jack Arnold in 2 episodi (1970-1971)
- Richard Leland Bare in 2 episodi (1971)
- Hollingsworth Morse in 2 episodi (1971)

### Sceneggiatori
Tra gli sceneggiatori sono accreditati:
- AJ Carothers in 54 episodi (1970-1971)
- Thomas L. Miller in 54 episodi (1970-1971)
- Arthur Alsberg in 8 episodi (1970-1971)
- Don Nelson in 8 episodi (1970-1971)
- John McGreevey in 7 episodi (1970-1971)
- Joanna Lee in 6 episodi (1970-1971)
- Earl Hamner Jr. in 4 episodi (1970)
- Gene Thompson in 3 episodi (1970-1971)
- Austin Kalish in 2 episodi (1970-1971)
- Irma Kalish in 2 episodi (1970-1971)
- Bob Mosher in 2 episodi (1970-1971)
- Jean Holloway in 2 episodi (1971)
- Michael Morris in 2 episodi (1971)

## Distribuzione
La serie fu trasmessa negli Stati Uniti dal 21 gennaio 1970 al 27 dicembre 1971 sulla rete televisiva ABC. In Italia è stata trasmessa su Telemontecarlo con il titolo La tata e il professore.
Alcune delle uscite internazionali sono state:
- negli Stati Uniti il 21 gennaio 1970 (Nanny and the Professor)
- in Francia il 1º dicembre 1990 (Nanny et le professeur)
- in Italia (La tata e il professore)

## Episodi
| Stagione         | Episodi | Prima TV USA | Prima TV Italia |
| ---------------- | ------- | ------------ | --------------- |
| Prima stagione   | 15      | 1970         |                 |
| Seconda stagione | 24      | 1970-1971    |                 |
| Terza stagione   | 15      | 1971         |                 |